# Stensli Station
Stensli Station (Stensli stasjon) er en tidligere jernbanestation på Rørosbanen, der ligger i Holtålen kommune i Norge.
Stationen åbnede 16. januar 1877, da banen mellem Singsås og Røros blev taget i brug. Oprindeligt hed den Eidet, men den skiftede navn til Stensli 1. januar 1921. Den blev nedgraderet til trinbræt 1. september 1975. Betjeningen med persontog ophørte 14. december 2003, men stationen er ikke nedlagt officielt.
Stationsbygningen blev opført til åbningen i 1877 efter tegninger af Georg Andreas Bull. Den blev solgt fra i 2004.